# Agusta A.105
Agusta A.105 byl lehký vrtulník zkonstruovaný u italské společnosti Agusta v 60. letech 20. století, který nepřekročil stádium prototypu.

## Vznik a vývoj
A.105 byl navržen s ohledem na zjednodušení výrobních postupů. Měl sloužit jako spojovací, fotografický a rychlý dopravní. Pohonnou jednotku představoval turbohřídelový motor Turbomeca-Agusta TA-230, vyráběný společností Agusta.
V roce 1965 byly oba vyrobené prototypy, A.105 a A.105B, vystaveny na Pařížském aerosalonu, druhý z nich ve fiktivním zbarvení a označení italského vojenského letectva, ale žádný z nich nevstoupil do sériové výroby.

## Varianty
A.105
Původní dvoumístný prototyp.
A.105B
Druhý prototyp s kapacitou 4 osob.

## Uživatelé
- Itálie
  - Aeronautica Militare (pouze zkoušky)[1]

## Specifikace

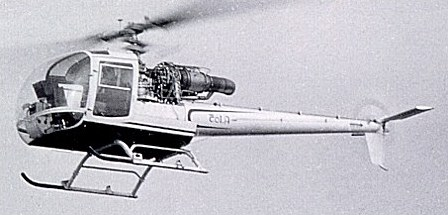
Agusta A.105

Údaje podle

### Technické údaje
- Osádka: 2
- Kapacita:
- Délka: 6,72 m
- Výška: 2,42 m
- Průměr nosného rotoru: 8,40 m
- Plocha nosného rotoru: 55,4 m²
- Prázdná hmotnost: 550 kg
- Vzletová hmotnost: 1 1500 kg
- Maximální vzletová hmotnost: 1 700 kg
- Pohonná jednotka: 1 × turbohřídelový motor Turbomeca-Agusta TA-230
- Výkon pohonné jednotky: 205 kW (275 shp)

### Výkony
- Maximální rychlost: 185 km/h
- Cestovní rychlost: 175 km/h
- Dolet: 310 km
- Vytrvalost: 1 hodina a 45 minut
- Praktický dostup: 2 800 m